# Chanos-Curson
Chanos-Curson là một xã thuộc tỉnh Drôme trong vùng Auvergne-Rhône-Alpes đông nam nước Pháp. Xã Chanos-Curson nằm ở khu vực có độ cao trung bình 154 mét trên mực nước biển.